# کلفه (ناحیه)
کلفه (به آلمانی: Kreis Kleve) یک ناحیه در آلمان است که در دوسلدورف واقع شده‌است. کلفه  ۳۰۲٬۹۴۶ نفر جمعیت دارد.